# 帕拉代斯 (伊利諾伊州)
帕拉代斯（英語：Paradise）是位於美國伊利諾伊州科爾斯縣的一個非建制地區。該地的面積和人口皆未知。

## 地理
帕拉代斯的座標為39°24′37″N 88°26′12″W / 39.41028°N 88.43667°W，而該地的平均海拔高度為206米（即676英尺）。